# Poste Italiane
Die Poste Italiane S.p.A. mit Sitz in Rom ist ein italienisches Logistik- und Postunternehmen. Derzeit gehören rund 64 Prozent der Unternehmensanteile dem italienischen Staat.

## Geschichte

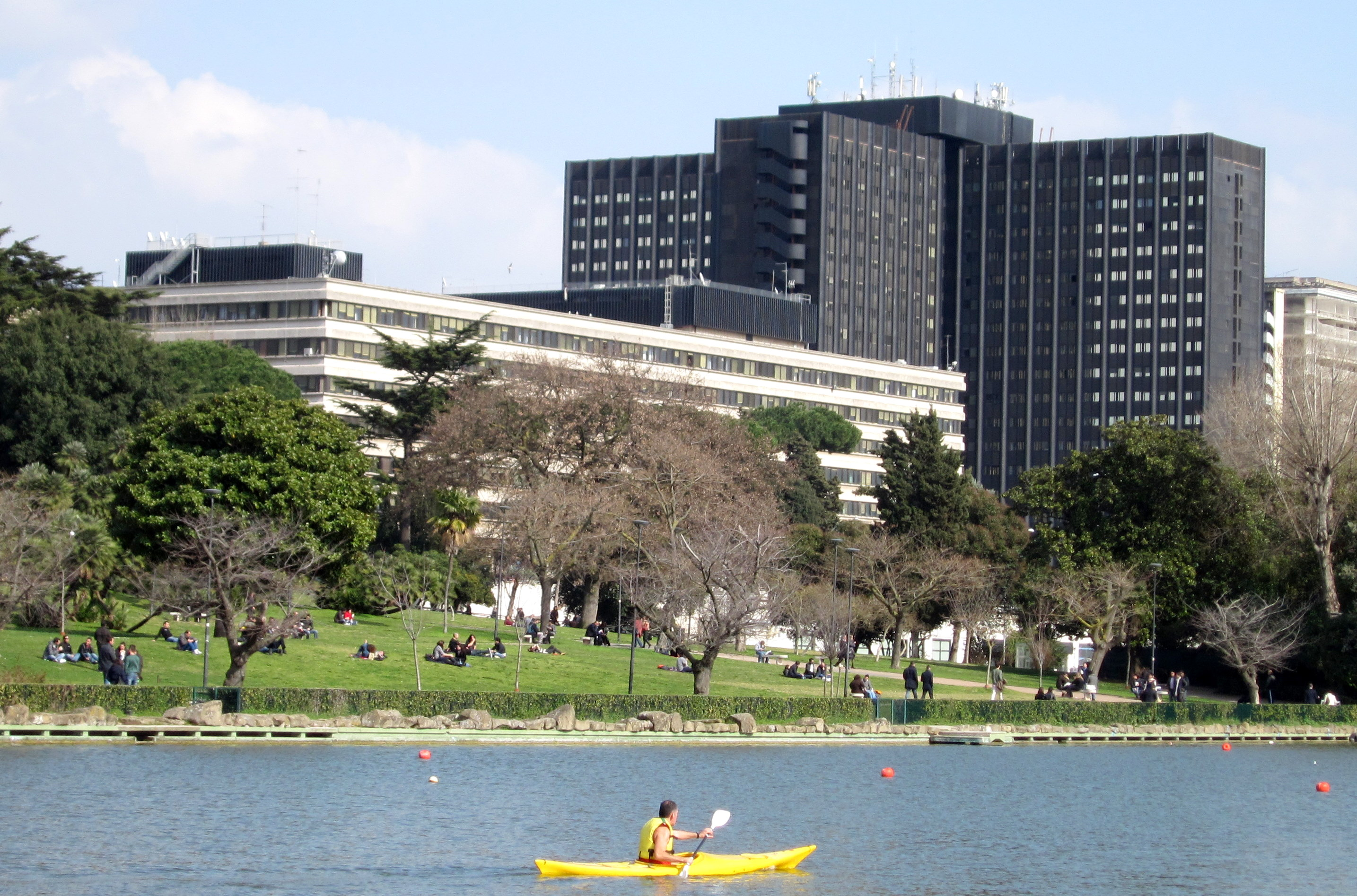
Unternehmenssitz der Poste Italiane in Rom

Die Ursprünge des Unternehmens liegen bei der „Königlichen Post“ (Regie Poste) des Königreichs Sardinien-Piemont, aus dem 1861 das Königreich Italien entstand. 1862 wurden die Postdienste der anderen italienischen Staaten in die Regie Poste integriert. 1889 entstand das „Post- und Telegraphenministerium“ (Ministero delle Poste e Telegrafi), das sich später „Post- und Telekommunikationsministerium“ und dann bis zu seiner Auflösung im Jahr 2001 „Kommunikationsministerium“ nannte.
Im Jahr 1967 wurden in Italien Postleitzahlen eingeführt.
1997 wurde die Post- und Telegraphenverwaltung aus dem Ministerium ausgegliedert und im folgenden Jahr in eine Aktiengesellschaft umgewandelt. Der Telekommunikationsbereich wurde in Italien schon früher von Unternehmen wie SIP oder Italcable abgewickelt, die in den 1990er Jahren in der Telecom Italia aufgingen.
Corrado Passera unterzog die ehemalige, stark defizitäre und ineffiziente Postverwaltung drastischen Rationalisierungsmaßnahmen. Nachdem die Aktiengesellschaft 2001 erstmals schwarze Zahlen geschrieben hatte, führte sie der Vorstandsvorsitzende Massimo Sarmi in die internationale Spitzengruppe der Branche. 2011 wurden die Postdienstleistungen weitgehend liberalisiert und im Oktober 2014 eine Teilprivatisierung des Unternehmens eingeleitet.

## Dienstleistungen

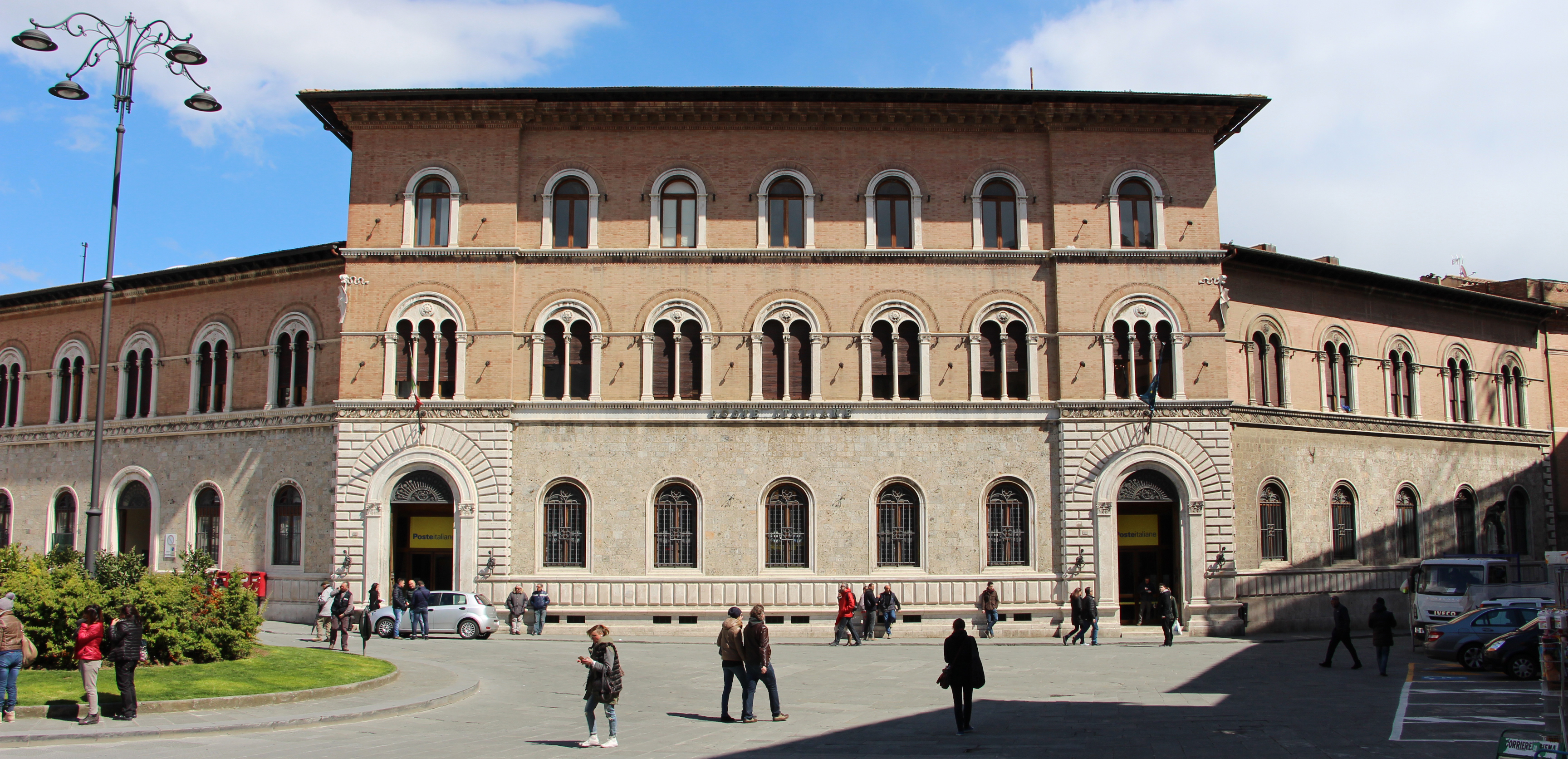
Poststelle in Siena

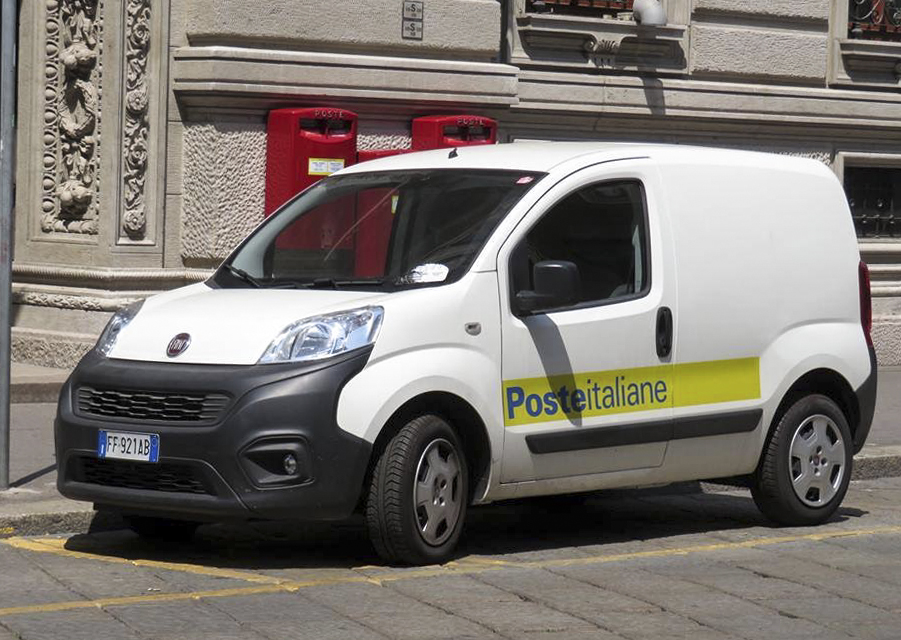
Ein Postauto der Poste Italiane

An den rund 13.000 Zweigstellen der Poste Italiane werden nicht nur Versanddienstleistungen angeboten, sondern auch Versicherungs-, Bank- und Telekommunikationsdienstleistungen. Bei der italienischen Post sind heute etwa 120.000 Menschen beschäftigt. Trotz der Liberalisierung der Postdienstleistungen hat die italienische Post heute noch eine monopolartige Stellung in Italien.

## Tochtergesellschaften und Beteiligungen
(Stand: März 2021):

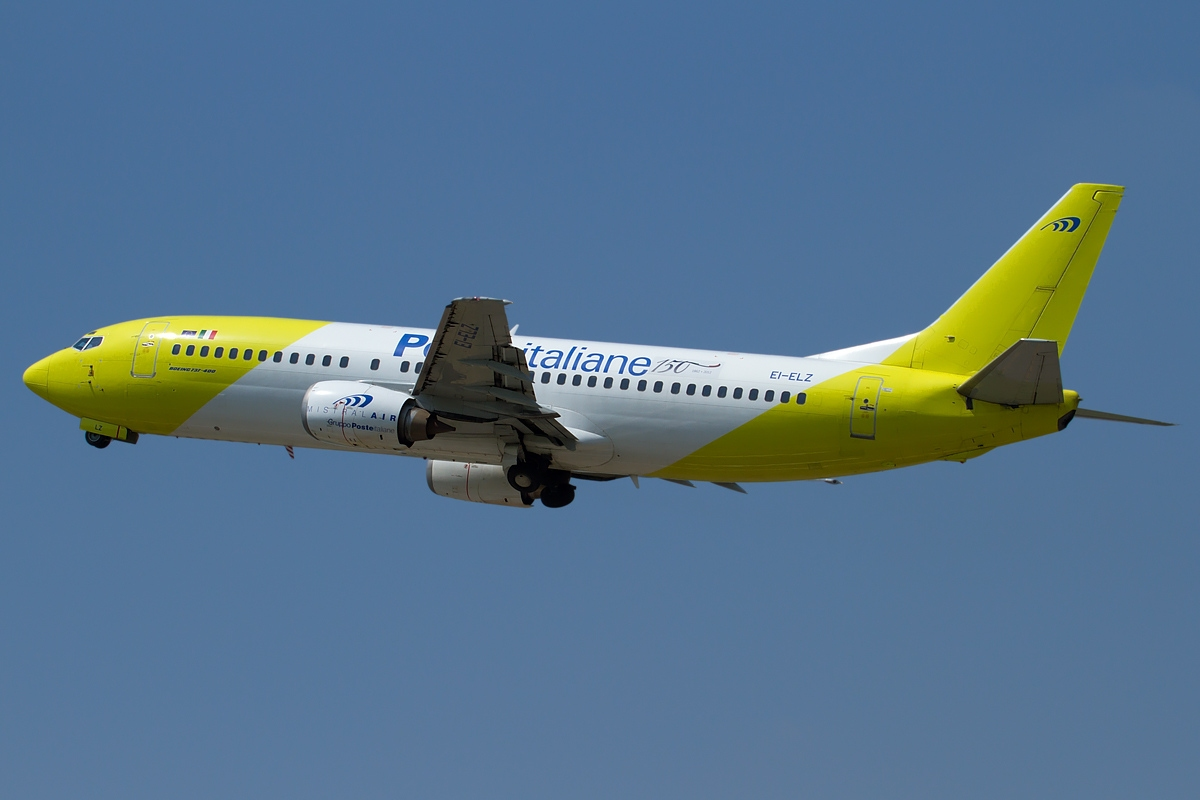
Eine Boeing 737-300 des Poste Italiane Tochterunternehmens Poste Air Cargo (früher Mistral Air)

Folgende Auflistung zeigt eine Auswahl an Tochtergesellschaften und Unternehmen, an denen die Poste Italiane S.p.A. eine Mehrheitsbeteiligung hält:
- BancoPosta Fondi S.p.A. SGR
- Consorzio Logistica Pacchi S.c.p.A.
- Consorzio PosteMotori
- Consorzio Servizi Telefonia Mobile S.c.p.A.
- EGI - Europa Gestioni Immobiliari S.p.A.
- Kipoint S.p.A.
- MLK Deliveries S.p.A.
- Nexive Network S.r.l.
- PatentiViaPoste S.c.p.A.
- Poste Air Cargo S.r.l.
- Poste Assicura S.p.A.
- Poste Vita S.p.A.
- Poste WelfareServizi S.r.l.
- Postel S.p.A.
- PostePay S.p.A.
- SDA Express Courier S.p.A.
- Sennder italia S.r.l.

## Anteilseigner
(Stand: Oktober 2024)
| Anteil  | Anteilseigner       | Anmerkung                                                                                                  |
| ------- | ------------------- | --- |
| 64,26 % | Italienischer Staat | davon 35 % über die Cassa Depositi e Prestiti und 29,26 % über das Ministerium für Wirtschaft und Finanzen |
| 34,87 % | Streubesitz         | |
| 0,88 %  | Eigene Aktien       | |